# Srce Jezusovo
Srce Jezusovo je objekt čaščenja v katolištvu. Srce pri tem simbolizira Jezusovo ljubezen do vsega človeštva.
Srce Jezusovo je tudi katoliški praznik posvečen čaščenju Jezusovega srca. 
Pobudnica čaščenja Srca Jezusovega je bila francoska redovnica sveta Marjeta Marija Alakok (Marguerite Marie Alacoque) iz mesta Paray-le-Monial. Okoli leta 1675 je imela več videnj, v katerih jo je Jezus nagovarjal in ji razkril svoje srce, ki je gorelo v ljubezni do vseh ljudi. Pri tem ji je Jezus naročil tudi, da je treba uvesti nov praznik, posvečen njegovemu srcu. Prvo liturgično praznovanje praznika Srca Jezusovega je pripravil sveti Janez Eudes. Miniti je moralo skoraj sto let, preden je papež Klemen XIII. uradno dovolil čaščenje Srca Jezusovega in praznovanje ustreznega praznika tistim, ki to posebej želijo.
Čaščenje Srca Jezusovega so pozneje razširili po svetu zlasti pripadniki Družbe Jezusove - jezuiti. Ker se je čaščenje precej hitro razširilo po vsej katoliški Cerkvi, je papež Pij IX. leta 1856 določil, da se praznik Srca Jezusovega uradno praznuje v celotni Rimskokatoliški Cerkvi.
Srce Jezusovo je premakljiv praznik - praznuje se na petek 8 dni po prazniku svetega rešnjega telesa oziroma na tretji petek po binkoštih.
Srcu Jezusovemu je posvečenih veliko cerkva v Sloveniji pa tudi drugod po svetu. Zelo znana je Bazilika Sacré-Coeur v Parizu.